# کری جانسون
کری جانسون (به انگلیسی: Carrie Johnson، زاده‌ی ۱۷ مارس ۱۹۸۸) فعال سیاسی اهل بریتانیا و حامی محیط زیست است. او همسر نخست‌وزیر سابق بریتانیا، بوریس جانسون است. وی به عنوان مشاور ارشد در سازمان خیریه حفاظت از آب های اقیانوسیه مشغول به کار بوده‌است.

## سنین جوانی و تحصیلات
جانسون در ۱۷ مارس ۱۹۸۸ به دنیا آمد. پدر او‌ متیو سیموندز، یکی از بنیان گذاران ایندیپندنت بود  و مادرش جوزفین مکفی (با نام خانوادگی لارنس)، به عنوان وکیل در [دفتر روزنامه] کار می‌کرد. پدربزرگ پدری او جان بیوان، بارون آردویک (در زمانی سردبیر دیلی هرالد بود که بعدها، در طول دهه ۱۹۷۰، نماینده حزب کارگر در پارلمان اروپا)بود  و مادربزرگ پدری او آن سیموندز، روزنامه‌نگار سرویس جهانی بی‌بی‌سی بود.

## حرفه و فعالیت سیاسی
در سال ۲۰۰۹ جانسون به عنوان مسئول مطبوعات به حزب محافظه‌کار پیوست. او در ستاد مبارزات انتخاباتی محافظه‌کاران کار می‌کرد و بعداً با بوریس جانسون در انتخاب شهردار حزب محافظه‌کار لندن در سال ۲۰۱۰ به مبارزه انتخاباتی پرداخت. او همچنین برای نمایندگان محافظه‌کار، ساجد جاوید (به عنوان مشاور ویژه رسانه‌ها) و جان ویتینگدیل کار کرده‌ است.جانسون در سال ۲۰۱۸ رئیس ارتباطات حزب محافظه‌کار شد. اما در همان سال این سمت را ترک کرد. او شغلی در روابط عمومی، برای پروژه اقیانوس گرفت. گزارش شده‌ است که از او خواسته شد تا پست خود را به عنوان مدیر ارتباطات ترک کند. جانسون گفت:«رؤسای حزب گفته‌اند عملکرد او ضعیف است و سؤالاتی مبنی بر ادعای هزینه‌های غیرقابل توجیه، مطرح شده است. به عنوان یک کمپین توهین‌آمیز مبتنی بر شایعاتی که گفته می‌شود توسط استراتژی سیاسی جانسون، لینتون کراسبی منتشر شده‌ است.

## پرونده جان وربویز
در سال ۲۰۰۷، در سن نوزده‌سالگی، یک راننده تاکسی به نام جان وربویز، که در سال ۲۰۰۹ به اتهام تجاوزهای جنسی متعدد به مسافرانش محکوم شد.کری جانسون را از کلوپ شبانه کینگز رود به خانه‌اش رساند. او بعداً به یاد آورد که وربویز به او شامپاین و ودکایی داده (که به نظر او چیزی درونش ریخته بوده)، و پس از بازگشت به خانه، قبل از اینکه غش کند تا ساعت ۳ بعدازظهر روز بعد استفراغ می‌کرده و می‌خندیده. جانسون یکی از چهارده زنی بود که در دادگاه علیه وربویز شهادت داد. او متعاقباً به تلگراف گفت که «او مردی بیمار و شرور است که برای جامعه خطر دارد. او آنقدر عصبانی هست که خود را بی‌گناه بداند و ما را وادار کرد که در دادگاه از شهادت بگذریم».جانسون جوان‌ترین قربانی وربویز بود و از ناشناس ماندن خود صرف نظر نمود تا در مورد تجربیاتش صحبت کند و بعداً علیه آزادی زود هنگام خود مبارزه نماید و برای بررسی موفقیت‌ آمیز قضایی این تصمیم به جمع‌ آوری کمک مالی پرداخت.

## زندگی عمومی و شخصی
جانسون قبلاً با هری کول، روزنامه‌نگار سیاسی بریتانیایی رابطه داشت.
گزارش شده‌است، که او در سال ۲۰۱۸ با بوریس جانسون، سیاستمدار بریتانیایی، وزیر امور خارجه وقت، رابطه جنسی را آغاز کرد، در حالی که او هنوز با همسر دوم خود، مارینا ویلر زندگی‌ می‌کرد. در ژوئیه ۲۰۱۹، بوریس نخست‌وزیر شد و آنها (بوریس جانسون و کری جانسون) رسماً به خیابان داونینگ ۱۰ نقل‌مکان کردند. او اولین شریک مجرد یک نخست‌وزیر بود که در خیابان داونینگ اقامت داشت. ماه بعد، او از ورود به ایالات متحده منع شد. درخواست ویزای او به دلیل بازدید قبلی از سومالی لند، که ایالات متحده آن را بخشی از سومالی با محدودیت مهاجرت می‌داند، رد شد. در ۱۶ اوت ۲۰۱۹، او اولین حضور عمومی خود را از زمان ورود به خیابان داونینگ ۱۰ انجام داد، زمانی که به آنچه که بحران آب و هوایی «غول آسا» نامید پرداخت.

### نفوذ سیاسی

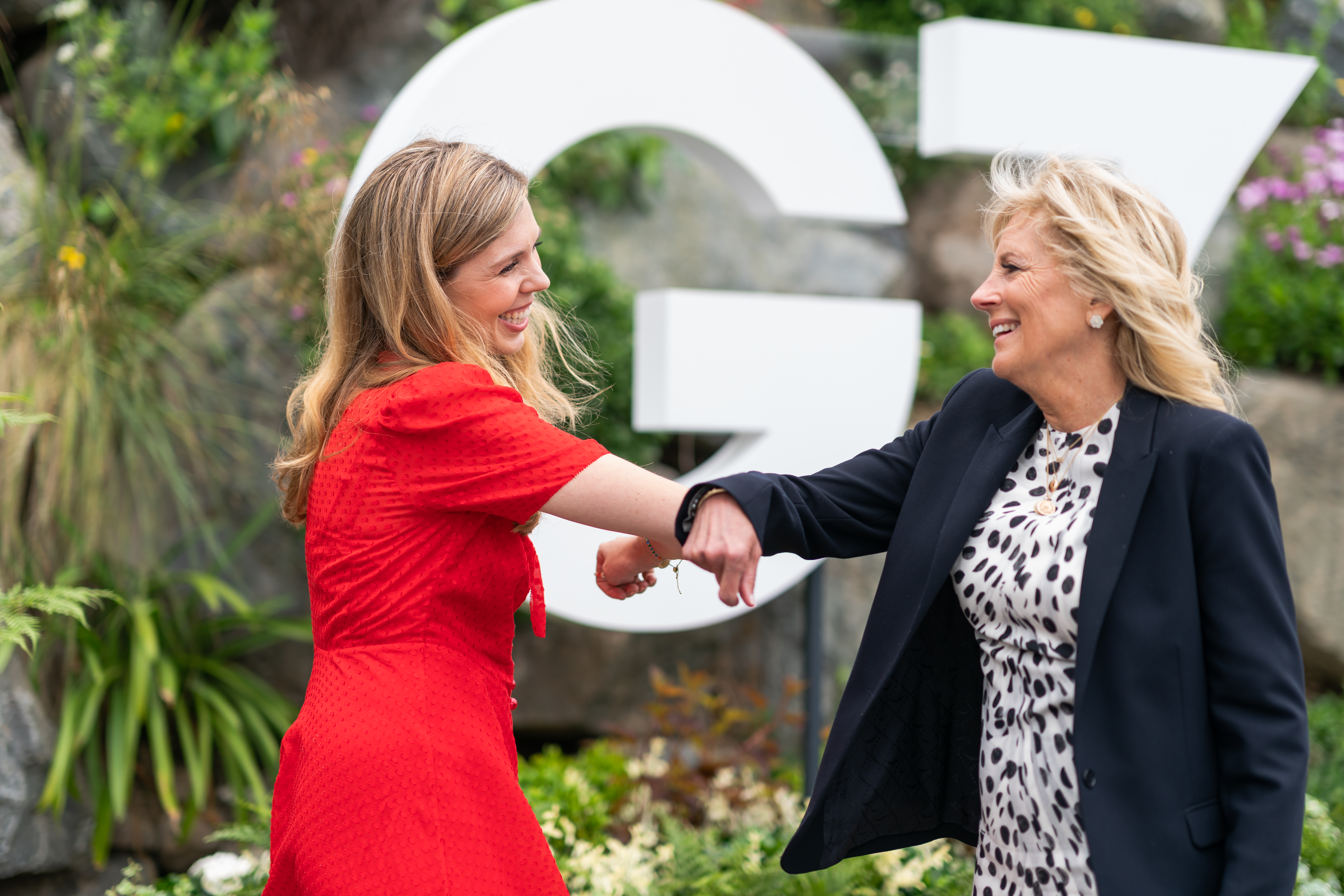
دیدار جانسون با جیل بایدن بانوی اول ایالات متحده در کورنوال، ژوئن ۲۰۲۱

زمانی نگرانی‌ها در مورد تأثیر او بر نخست‌وزیر در ژانویه ۲۰۲۰، آغاز شد که مشخص شد، او درست قبل از اینکه دولت با یک برنامه‌ریزی از پیش تعیین شده، گورکان را در دربی‌شایر جمع‌ آوری کند، گزارش‌هایی از سوی فعالان حقوق حیوانات دریافت کرده است. انجمنی به نمایندگی از کشاورزان، NFU، اظهار داشت که این جلسه و نفوذ او نقش کلیدی در نادیده گرفتن توصیه‌های علمی به نفع حفظ کشتار توسط دولت داشت. به گزارش گاردین، یک بازنگری قضایی برای بررسی نحوه اتخاذ تصمیم اعطا شده‌است. همچنین گفته می‌شود، که او در اطمینان از اینکه لی کین به عنوان رئیس ستاد نخست‌وزیری شغلی پیدا نمی‌کند، تأثیرگذار بوده‌است، و از جانسون خواسته‌است تا جورج یوستیس، وزیر محیط زیست را  اخراج‌ کند. او همچنین در یک جنجال سیاسی بر سر نوسازی آپارتمان داونینگ استریت ۱۱ شرکت داشت، و نظراتش در مورد دکور آپارتمان که «کابوس مبلمان جان لوئیس» بود (جان لوئیس معمولاً یک مغازه آرزومند و طبقه متوسط بالا بود) منجر به اتهامات اسنوبیسم شد.در دوران تصدی دومینیک کامینگز به عنوان مشاور ارشد، گفته می‌شود که کامینگز و کری جانسون نماینده دو جناح مجزا بودند که بر نخست‌وزیر تأثیر می‌گذارند. کامینگز همچنین گفت که «نخست‌وزیر یک تحقیق درباره‌ی افشای اطلاعات را لغو کرد زیرا ممکن است دوستان دوست دخترش را درگیر کند». کامینگز هنری نیومن، مشاور ارشد در داونینگ استریت و متحد کری جانسون را متهم کرد که یک «موش پرحرف» است که برنامه‌های قرنطینه دوم را در اکتبر فاش‌کرد. کامینگز بعداً در سال ۲۰۲۱ گفت که جانسون در اعطای مشاغل تأثیرگذار به دوستانش از جمله آلگرا استراتن، معاون مطبوعاتی، «غیرقانونی» عمل کرده‌است.کارولین نوکس گفت: که تأثیر کری جانسون برای اهداف جنسی مبالغه‌ آمیز شده‌است. او توسط منتقدانش به لیدی مکبث و ماری آنتوانت تشبیه شده‌ است. ماری لو کونته از ساندی تایمز با این بیانیه که چنین انتقادی جنسیتی است مخالف است.

### نامزدی و ازدواج
در ۲۹ فوریه ۲۰۲۰، او و بوریس جانسون اعلام کردند که در اواخر سال ۲۰۱۹ نامزد کرده‌اند. پسر آن‌ها، ویلفرد لاوری نیکلاس جانسون، در ۲۹ آوریل ۲۰۲۰ در لندن به دنیا آمد. او یک کاتولیک است و پسرش را در کلیسای کاتولیک غسل تعمید داد.
او در ۲۹ می ۲۰۲۱ با بوریس جانسون در یک مراسم مخفیانه در کلیسای جامع وست مینستر با حضور سی مهمان ازدواج کرد. او یک لباس عروس به سبک بوهو شیک از طراح یونانی کریستوس کاستارلوس پوشیده بود. در ژوئیه۲۰۲۱، او اعلام کرد که در انتظار دومین فرزند خود هستند و همچنین فاش کرد که اوایل همان سال دچار سقط جنین شده‌ است.